# スゴン＝メートル・ル・ビアン (通報艦)
スゴン＝メートル・ル・ビアン（フランス語：Second-Maître Le Bihan, F 788）は、フランス海軍のデスティエンヌ・ドルヴ級通報艦8番艦。艦名は第二次世界大戦で戦死したマルセル・ピエール＝マリー・ル・ビアン二等兵曹（Marcel Pierre-Marie Le Bihan）に由来する。

## 艦歴
「スゴン＝メートル・ル・ビアン」は、DCNロリアン工廠で建造され1975年9月1日に起工、1976年8月7日に進水、1978年5月20日に就役する。
1987年11月2日にシャンブーシー（fr:Chambourcy）と命名都市の関係を結ぶ。「スゴン＝メートル・ル・ビアン」は当初シェルブールに配備、のちにブレストに配備され、海外領土や経済水域の警備の他に、潜水艦部隊の支援や法執行活動および救難を担当し海洋における諸任務に当たる。
1994年にバルト海、カリブ海、西アフリカおよび南米諸国を訪問し、2002年にはバルト海と南米諸国を訪問している。2002年5月にインド洋にて不法移民対策のアマランテ任務（Amarante）を最後とした。
2002年5月26日に退役する。

## TCG バフラ
バフラ（トルコ語：TCG Bafra, F-505）は、トルコ海軍がフランスから購入したブラク級（Burak）コルベットの6番艦。艦名はバフラ（tr:Bafra, Samsun）に由来する。
「バフラ」は、2000年11月2日にフランスとの間で売買契約が調印され、2002年6月26日にトルコ海軍に納入された。